# Anne Marie Blaupot ten Cate
Anne Marie Blaupot ten Cate (Haskerland, 13 augustus 1902 - Laren, 19 juli 2002) was een Nederlandse kunstschilder en textielkunstenaar.
Ze verbleef onder andere in Parijs en was lid van de vereniging De Zeester.
Anne Marie Blaupot ten Cate was een typische wereldburger. Ze maakte jarenlang buitenlandse reizen, als alleenstaande vrouw door islamitisch Noord-Afrika en verbleef jaren in Parijs, in die tijd het mekka van de moderne kunst. Daar was ze een spilfiguur van de buitenlandse kunstenaarskolonie rondom Café de la Rotonde.
Ze was bevriend met Mondriaan en andere Nederlandse kunstenaars zoals John Rädecker en Charley Toorop.
Na haar terugkeer in Nederland, eind '20, woonde ze in de buurt van Arnhem en reisde ze veel. Later woonde ze in Wassenaar.
Na de oorlog ging Amry (zoals ze zichzelf inmiddels noemde) abstract-expressionistisch werken en ging ze experimenteren met weefkunst, textiel en collages van uiteenlopende materialen. In de jaren zestig en zeventig woonde ze geruime tijd op Ibiza. Op oudere leeftijd ging ze naar het Rosa Spierhuis in Laren, waar ze, bijna 100 jaar oud, is gestorven.
Werk van haar is te vinden in de collectie van:
Museum Boijmans Van Beuningen in Rotterdam,
Museum MORE in Gorssel,
Rijksdienst voor het Cultureel Erfgoed.
- Biografisch Portaal: 93596443
- RKD-Nederlands Instituut voor Kunstgeschiedenis: 115760